# Le Destin de l'espion
Série Tétralogie de l'espion
L'espion commet une erreur
(1968) Le Retour de l'espion
(1982)
Pour plus de détails, voir Fiche technique et Distribution.
Le Destin de l'espion, également connu sous le titre Le Destin du résident (russe : Судьба резидента, Soudba rezidenta) est un film d'espionnage soviétique réalisé par Veniamine Dorman et sorti en 1970.
Il s'agit du deuxième film de la tétralogie d'espionnage sur l'agent double Mikhaïl Touliev, précédé par L'espion commet une erreur et suivi par Le Retour de l'espion et La Fin de l'opération Espion,.

## Synopsis
Après l'arrestation de Touliev, le contre-espionnage soviétique entame un Funkspiel avec l'ennemi. Des messages signés « Nadejda » continuent d'être envoyés au centre de renseignement occidental. L'officier de contre-espionnage du KGB, Pavel Sinitsyne, qui éprouve une réelle sympathie pour Touliev, tente de le persuader de changer de camp. Il fait visiter le pays à Touliev et organise une rencontre avec Maria et son fils, que Tuleyev voit pour la première fois. Touliev apprend que son père, le comte A. I. Touliev, n'est pas mort paisiblement mais dans des circonstances mystérieuses, probablement assassiné.
Par ailleurs, lors d'un congrès scientifique international, un jeune scientifique soviétique nommé Borkov, emporté par l'enthousiasme, en dit un peu trop sur son travail et devient immédiatement la cible des services de renseignements étrangers. Apparemment, Sinitsyne l'a découvert alors qu'il était en poste dans un centre de renseignement occidental dans le film précédent. Les supérieurs de Touliev mènent une opération de recrutement contre Borkov, le faisant chanter pour son comportement immoral à l'étranger et le poussant à l'espionnage. Après quelques hésitations, Borkov signale l'incident au KGB. Le service du général Sergueïev a alors l'occasion de démanteler un réseau d'espionnage à Moscou dirigé par le diplomate Klotz.
Les responsables occidentaux commencent à soupçonner que « Nadejda » a pu être compromise et procèdent à une série de tests. Grâce à la perspicacité du général Sergueïev, ces tests sont réussis, y compris celui qui consiste à déguiser un chantier de construction pacifique en installation militaire stratégique.
Tuleyev reconsidère peu à peu ses opinions et décide en toute connaissance de cause de travailler pour l'URSS. Il est rappelé et remplacé par le célèbre Leonid Kroug du premier film, qui arrive de l'étranger. Touliev se rend à l'Ouest en tant que résident soviétique, tandis que Kroug, tout juste débarqué du navire à Odessa, est placé sous la surveillance de Sinitsyne.

## Fiche technique
- Titre français : Le Destin de l'espion[2] ou Le Destin du résident
- Titre original : Судьба резидента, Soudba rezidenta[3]
- Réalisation : Veniamine Dorman
- Scénario : Oleg Chmelev (ru), Vladimir Vostokov (ru)
- Photographie : Mikhaïl Goïkhberg
- Montage : Berta Pogrebinskaïa
- Musique : Mikaël Tariverdiev
- Décors : Lioudmila Bezsmertnova
- Sociétés de production : Studio Gorki
- Pays de production :  Union soviétique
- Langue originale : russe
- Format : Noir et blanc
- Genres : film d'espionnage
- Durée : 157 minutes
- Date de sortie :
  - Union soviétique : 10 août 1970

## Distribution
- Gueorgui Jjionov : Mikhaïl Touliev
- Andreï Vertogradov (ru) : Vladimir Borkov
- Mikhaïl Nojkine (ru) : Pavel Sinitsyne
- Efim Kopelian : Andreï Sergueïev
- Rostislav Pliatt : Kazine
- Nikolaï Grabbe : Viktor Kroug
- Janna Bolotova : Ioulia
- Eve Kivi (et) : Rimma